# Козлов, Юрий Сергеевич
Юрий Сергеевич Козлов (бел. Юрый Сяргеевіч Казлоў; род. 21 мая 1991, Витебск) — белорусский футболист, полузащитник клуба «Молодечно-2018».

## Клубная карьера
Воспитанник футбольного клуба «Минск». выступал за фарм-клуб «Минск-2» во Второй лиге и за дубль. В 2011 году отыграл половину сезона в аренде за слонимский «Коммунальник», после чего принял решение завершить профессиональную карьеру. Работал в Минске в различных сферах.
Вместе с основной работой играл в минской любительской лиге АЛФ, а в 2014 году присоединился к минскому «Лучу», который выступал во Второй лиге. На следующий год вместе с командой выиграл турнир. В 2016—2017 годах играл за столичный клуб в Первой лиге, став одним из лидеров команды. В сезоне 2017 помог минскому клубу одержать победу в Первой лиге, а сам с 16 голами стал лучшим бомбардиром турнира.
В январе 2018 года продлил контракт с «Лучом». После ухода из клуба Александра Козела стал также капитаном команды.
В начале 2019 года в связи с переездом «Луча» в Могилев и объединением с местным «Днепр» стал игроком объединенной команды, которая получила название «Дняпро». Дебют в Высшей лиге состоялся 30 марта 2018 года в матче против «Минска» (0:0). Был капитаном и одним из основных игроков могилёвской команды. Его гол в ворота «Торпедо-БелАЗ» был признан лучшим в чемпионате Белоруссии 2019.
В январе 2020 года перешёл в «Слуцк». Был игроком стартового состава. В декабре покинул клуб.
В январе 2021 стал игроком гродненского «Немана». Чередовал выходы в стартовом составе и на замену. В июле того же года по соглашению сторон был расторгнут контракт с гродненским клубом и вскоре перешёл в «Минск». В декабре по окончании контракта покинул столичный клуб.
В феврале 2022 года пополнил состав новополоцкого «Нафтана». Вместе с клубом стал чемпионом Первой Лиги. В феврале 2023 года покинул клуб.
В феврале 2023 года футболист проходил просмотр в «Молодечно-2018». Вскоре футболист официально присоединился к клубу. В декабре 2023 года футболист покинул клуб. В январе 2024 года футболист продлил контракт с клубом.

### Клубная статистика
| Сезон    | Дивизион | Клуб         | Страна                    | Матчи | Голы |
| -------- | -------- | ------------ | ------------------------- | ----- | ---- |
| 2008     | Д3       | Минск-2      | Флаг Беларуси (1995—2012) | 9     | 0    |
| 2009     | дубль    | Минск        | Флаг Беларуси (1995—2012) | 24    | 0    |
| 2010     | дубль    | Минск        | Флаг Беларуси (1995—2012) | 29    | 2    |
| 2011 (1) | Д3       | Коммунальник | Флаг Беларуси (1995—2012) | 15    | 1    |
| 2014     | Д3       | Луч          | Беларусь                  | 26    | 6    |
| 2015     | Д3       | Луч          | Беларусь                  | 23    | 8    |
| 2016     | Д2       | Луч          | Беларусь                  | 20    | 5    |
| 2017     | Д2       | Луч          | Беларусь                  | 26    | 6    |
| 2018     | Д1       | Луч          | Беларусь                  | 25    | 3    |
| 2019     | Д1       | Днепр        | Беларусь                  | 19    | 2    |
| 2020     | Д1       | Слуцк        | Беларусь                  | 21    | 3    |
| 2021     | Д1       | Неман        | Беларусь                  | 14    | 0    |
| 2021     | Д1       | Минск        | Беларусь                  | 13    | 0    |

## Достижения
- Чемпион Первой лиги Белоруссии: 2017, 2022, 2024
- Чемпион Второй лиги Белоруссии: 2015
- Лучший бомбардир Первой лиги Белоруссии: 2017 (16 голов)